# Manuel Lora-Tamayo Martín
Manuel Lora-Tamayo Martín (Jerez de la Frontera (Cadis), 26 de gener de 1904 - Madrid, 22 d'agost de 2002) va ser un polític i científic espanyol, Ministre d'Educació durant el Franquisme (1962-1968) i President del Consell Superior d'Investigacions Científiques (1967-1971). Casat amb Amelia D'Ocón Asensi, amb la qual va tenir onze fills.

## Formació
Era doctor en Ciències Químiques (1930) i en Farmàcia (1933). Com a pensionat de la Junta per a l'Ampliació d'Estudis va treballar en l'Institut de Química Biològica de la Facultat de Medicina de la Universitat d'Estrasburg.
Al maig de 1933 va obtenir la càtedra de Química Orgànica que va exercir successivament a Cadis (1933), Sevilla (1935) i Madrid (1942). Va ocupar també el lloc de Vicerector a les Universitats de Sevilla (1942) i de Madrid (1945).

## Carrera investigadora
En la dècada dels anys cinquanta va tenir responsabilitats en les principals institucions espanyoles dedicades a la recerca: Vocal de la Junta d'Energia Nuclear (1951) i President de la recentment creada Comissió Assessora de Recerca Científica i Tècnica (1958). Destacat investigador en el camp de la Química Orgànica, el seu prestigi acadèmic i la seva capacitat organitzadora li van obrir la porta d'un Ministeri formant part del IX Govern nacional d'Espanya (1962-1965) durant la dictadura franquista, que fins a maig de 1966 es va denominar d'Educació Nacional, i que a partir d'aquesta data es va dir Ministeri d'Educació i Ciència.
Durant la seva gestió va estimular la recerca, va reordenar les Escoles Tècniques Superiors i va crear la figura universitària del professor agregat, que va millorar qualitativa i quantitativament l'accés a les càtedres entre altres tasques creatives i eficaces. No obstant això l'agitació estudiantil de l'època, va complicar severament la seva comesa ministerial. Va tenir actuacions pendulares de severitat i tolerància en diversos incidents que van afectar les universitats espanyoles i que van acabar per desbordar-ho, sent el segon ministre després de Jose Enrique Varela que dimití en el règim franquista (28 de març de 1968).
Posteriorment va ocupar diversos càrrecs en institucions científiques: President efectiu del CSIC (1967-1971), de l'Instituto de España (1972-1978) i de la Reial Acadèmia de Ciències Exactes, Físiques i Naturals (1970-1985). Va ser membre del Consell del Regne (1972), institució de la qual va arribar a ocupar la seva Vicepresidència (1974), i Procurador en Corts entre 1962 i 1975.
Autor d'un elevat nombre de publicacions científiques, estava en possessió de les principals condecoracions espanyoles i de diverses estrangeres (Gran Creu d'Instrucció Pública de Portugal, del Mèrit Civil d'Alemanya, de Sant Gregorio del Vaticà i la de Gran Oficial de l'Ordre Nacional del Mèrit de França) i era doctor honoris causa per la Universitat de París (1961), la UNED i l'Institut Químic de Sarrià.